# (4390) Madreteresa
(4390) Madreteresa (1976 GO8) – planetoida z pasa głównego asteroid okrążająca Słońce w ciągu 3,72 lat w średniej odległości 2,4 j.a. Odkryta 5 kwietnia 1976 roku.